# Acadian Lines
Pour les articles homonymes, voir Acadian.

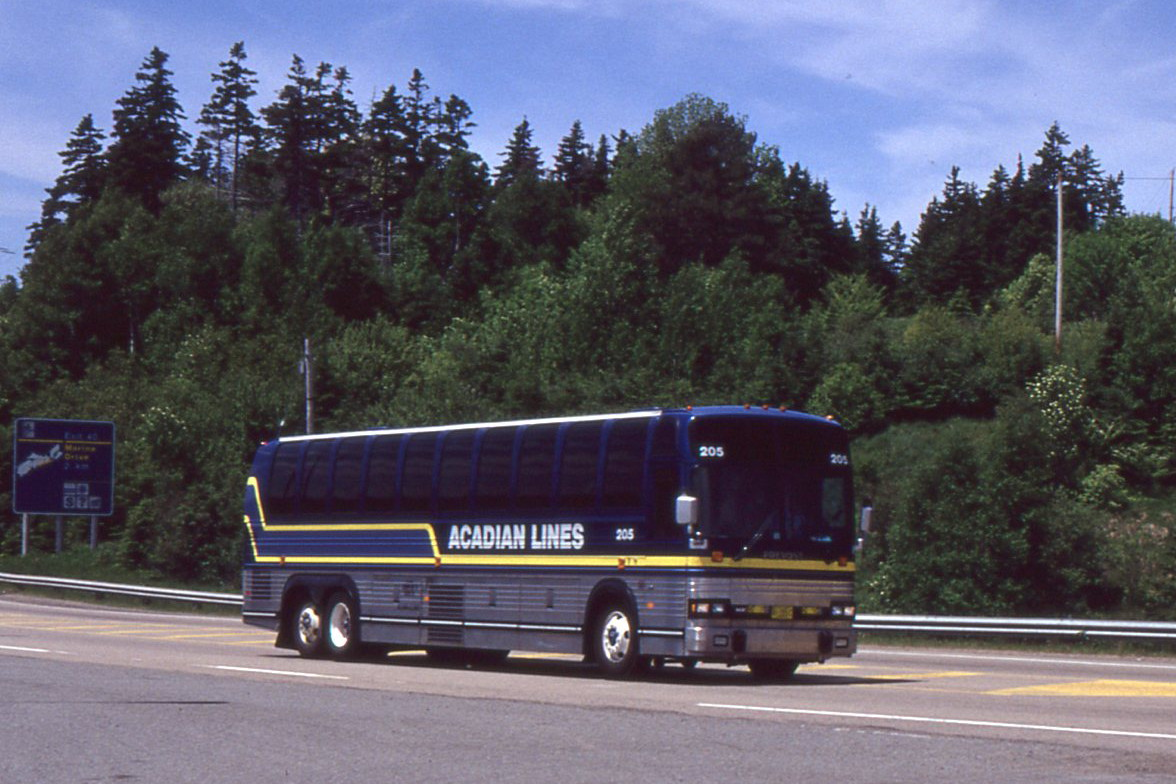
Photographie d'un autobus de la compagnie Acadian Lines (1990)

Acadian Lines était une compagnie d'autobus canadienne fondée en 1938 et ayant mis fin à ses opérations le 30 novembre 2012.

## Histoire
Acadian Lines a débuté le 1er août 1938 lorsque ses autocars SMT ont roulé pour la première fois dans l'est du Canada. En 1995, la compagnie a acquis la compagnie Nova, lui permettant ainsi de devenir la plus grosse compagnie de transport de passagers des Provinces maritimes. En 2004, le groupe Orléans Express a acheté Acadian qui est alors devenue la plus importante compagnie de l'est canadien.
Cette compagnie assure le transport par autocars dans les provinces maritimes et se rend jusqu'à Rivière-du-Loup au Québec.
Le 8 août 2012, le site web officiel d'Acadian Lines annonce la fin imminente de ses opérations, qui a lieu comme prévu le 30 novembre. Le transporteur Maritime Bus remplace ensuite Acadian Lines.